# Anti EP
Anti EP è un EP del duo di musica elettronica britannico Autechre, pubblicato nel 1994.

## Tracce
1. Lost – 7:24
2. Djarum – 7:19
3. Flutter – 9:57

## Formazione
- Sean Booth
- Rob Brown